# Elgeta
Elgeta en basque ou Elgueta en espagnol est une commune du Guipuscoa dans la communauté autonome du Pays basque en Espagne.
Il est placé dans un promontoire peu protégé, stratégiquement situé à la frontière du Guipuscoa et de la Biscaye.
Depuis les premiers temps de l'histoire de la Communauté, son économie a été éminemment rurale (bétail et exploitation forestière principalement). La création de centres industriels durant les dernières années du XXe siècle a donné lieu à l'établissement d'un nombre significatif d'entreprises.
La situation stratégique de ville l'a faite historiquement prendre part dans les guerres qui se sont produites dans ces terres. Ainsi, au XIXe siècle, elle a souffert de la participation à toutes celles-ci, depuis celle de l'indépendance jusqu'à ce qu'au carlistes. Dans le XXe siècle et avant de la guerre civile a été maintenue dans la commune jusqu'au printemps de 1937, en souffrant les attaques continues depuis la vallée de Deba et les bombardements de l'aviation.
Dans les alentours d'importants noyaux ont absorbé une certaine partie du développement propre de la commune, ceux-ci étant ceux qui ont reçu les aides de main d'œuvre et du commerce des habitants d'Elgeta.

## Toponymie
Des villes fondées au Moyen Âge au Gipuzkoa, Elgeta a été une des rares à recevoir un nom d'origine basque, puisque les rois castillans avaient la coutume de baptiser nouvelles villes avec des noms romans.
Elgeta a été fondé par le roi Alphonse XI de Castille en 1335; par la lettre au peuple auquel il a accordé, il lit :

...por facer bien y merced a todos los que quisieren venir, poblar e morar en la puebla nueva que se face en los campos de Maya, a la cual puebla ponemos el nombre de Elgueta, que es frontera de vizcaya.
Elge (il est prononcé élgué) ou élké signifie en basque domaine cultivé et le suffixe -eta est un suffixe locatif qui indique lieu, donc la traduction d'Elgeta serait lieu du domaine cultivé. La référence dans le cartulaire auquel Elgeta se trouvait dans les domaines de la maison Maya correspondrait avec cette étymologie.
Le nom de la ville a été transcrit traditionnellement comme Elgueta, bien que depuis 1980 la graphie Elgeta officielle soit, qui est le même nom, mais transcrit avec les normes orthographiques modernes de la langue basque.
Les habitants du lieu, en parlant l'euskara (la langue basque), accentuent généralement le nom en Élgeta. Ailleurs, dans le reste du Pays basque, par l'influence du castillan, il se prononce elgueta.

## Situation et accès
Elgeta se situe à cheval entre les bassins du fleuve Deba et Ego au Guipuscoa, et la rivière Ibaizabal en Biscaye, à 462 m, face aux provinces précédemment citées. C'est le village le plus haut du Guipuscoa et il est presque équidistant d'Eibar (à 8 km), Bergara (à 6 km) et Elorrio (Biscaye) (à 6 km), devenant un important croisement de routes, même si ces routes sont des routes secondaires. La proximité de ces communes fait que les services sont accessibles à ces derniers, ainsi que les liaisons avec les routes de communication principale.
La distance avec Saint-Sébastien, capitale de la province, est de 78 km et à Bilbao, capitale de Biscaye, est de 45 km.
Elgeta est limitée avec les communes suivantes : au nord avec Eibar et Zaldibar (Biscaye), au sud avec Arrasate, à l'est avec Bergara et à l'ouest avec Elorrio et Zaldibar (toutes les deux en Biscaye).

## Communications
Située dans la route qui unit Bergara avec Elorrio, l'ancien Chemin Royal, aujourd'hui GI-2632 et BI-4314, auquel on a uni l'ouverture de la route à Eibar au XIXe siècle, l'actuelle GI-2639 et déjà au XXe siècle l'habilitation du Chemin des "Bâches" entre Elgeta et le port de Campazar, l'actuelle GI-2639 où il est uni avec la route Arrasate-Elorrio, l'axe Beasain Durango, GI-632 ou BI-632. Il a fait de la commune l'important croisement des routes, même si celles-ci ne sont pas de première catégorie, mais significatives pour la communication locale intercomarcale.
Les autres moyens de locomotion sont disponibles dans les villes voisins, le chemin de fer de la ligne Bilbao Saint-Sébastien d'Eusko Trenbideak (les chemins de fer basques) à Eibar et Durango, l'autoroute AP-8 aussi dans ces communes et à Bergara relie l'autoroute AP-1 entre Eibar et Vitoria.
Les aéroports sont dans les capitales et les ports, sportifs et de pêche sur la côte proche, dans Deba et Ondarroa, de passagers et marchandises à Bilbao et de Pasaia.

## Hydrographie et orographie
Hydrographie :
La situation d'Elgeta tout en haut du territoire fait que toutes les rivières sont petites, puisque, dans le territoire municipal, elles coulent sur la partie haute de leur bassin.
Les rivières qui croisent la commune sont Ibur, Ubegui, Ubera et Anguiozar. Il y eut jusqu'à 12 moulins.
Orographie :
Placée dans ce qui est la ligne de partage des eaux entre les bassins de la rivière Ego, le fleuve Deba et l'Ibaizabal, en Biscaye. Le terrain est montagneux, pratiquement sans plat. La nature est composée de roches calcaires et de parties sablonneuses.
Plusieurs montagnes se trouvent sur le territoire municipal : Intzorta, galet d'Eguaspe, Larrabilburu, Azconabieta, Udalaitz et Larraluze, avec de bons pâturages, des bosquets de chênes et de hêtres, et des plantations de pin de Monterey destinés à l'exploitation forestière.

## Héraldique
|  | Les armes d'Elgeta se blasonnent ainsi : una hoz de cortar leña, y unos abrojos en campo de gules.' |

## Économie
Depuis sa fondation l'économie de la ville a toujours été basée sur le secteur primaire. Le bétail et l'exploitation forestière, avec l'activité agricole, celle-ci dans un degré moindre, ont été les piliers de base de sa source de recettes. Le fait qu'il soit situé dans la hauteur avec de petites rivières qui servaient comme moteur hydraulique pour les forges En marge de l'industrialisation qui était pratiquée dans les communes voisines. Elgeta fournissait du charbon végétal et du bois de chauffage, ainsi que de la main d'œuvre. De nos jours le secteur industriel a le poids principal dans l'économie de la commune avec beaucoup d'entreprises. Durant l'année 1996 la répartition de la population dans la ville était: 4,24 % de la population occupait le secteur primaire, 48,54 % le secteur industriel, 4,51 % le secteur de la construction et 42,71 % le secteur services.
Le secteur primaire: 

Le secteur primaire, qui a été supplanté de la tête de l'économie municipale en 1965 par l'industrie, est encore important. Il se base sur quelques exploitations d'élevage et sur petites exploitations agricoles de caractère d'autoconsommation et de petite production qui est commercialisée sur les marchés des villes voisines. Il est basé sur la ferme traditionnelle (baserri) et il est exploité, principalement par la femme tandis que l'homme a comme activité principale le travail dans l'industrie. L'exploitation forestière maintient son importance et les montagnes de la commune ont beaucoup de forêts, principalement du pin Insignis.
Le secteur secondaire: 

Le secteur secondaire, la petite industrie artisanale qui a commencé à apparaître vers les XVIIIe et XIXe siècles a acquis de l'importance dans la seconde moitié du XXe siècle. On a créé des polygones industriels qui reçoivent un bon nombre d'entreprises. La majorité de ces entreprises sont liées à la transformation métallique, comme elle se produit dans le reste des secteurs qui entourent la commune. Le secteur de l'automobile a beaucoup d'importance ainsi que celui de la construction et la réparation de machines de vending ou le décolletage industriel. Avec la métallurgie la construction a été importante. Il est a préciser que les voisins d'Elgeta se sont toujours déplacés aux communes voisines pour travailler dans leurs industries et qu'ils ont souligné par leur attitude entreprenante en fondant beaucoup d'entreprises.

## Histoire
Bien que dans le territoire municipal on n'ait pas trouvé des restes préhistoriques, il y en a eu dans les localités proches comme Eibar et le Durangaldea.
Au Moyen Âge on a commencé à assoir des habitants dans la zone d'Ubera, autour de ce que sont les fermes de Jaolatza et d'Olaegi, qui se trouvent sur le chemin vers Bergara. Près de ces fermes se trouvent les restes du Sanctuaire de Notre dame d'Uriarte qui est le premier lieu de culte chrétien documenté dans la zone et qui date du XIVe siècle.
Le roi Alfonso XI étend le cartulaire de la fondation de la ville le 13 septembre de 1335 à Valladolid et, dans cette dernière, il lui accorde la juridiction de Vitoria. La fondation est faite dans des terres de Maya. La lettre dit ceci:
...por facer bien y merced a todos los que quisieren venir, poblar e morar en la puebla nueva que se face en los campos de Maya, a la cual puebla ponemos el nombre de Elgueta, que es frontera de vizcaya.
La ville resta emmurée en faisant de celle-ci une fonction commune de défense, c'était une place à la frontière avec la Biscaye, et la délimitation de juridiction (for).
En 1338 on lui donne des privilèges pour favoriser le bétail, ceux-ci ont été ratifiés en 1371, ce qui laissa en marge les accalmies économiques et qui dans les XIIIe et XIVe siècles ont produit les essors des forges et le commerce du fer et de laine castillane.
La nécessité d'attirer des gens pour peupler la ville a fait qu'on donna certains privilèges au Guipuscoa, qu'aurait eu seulement ceux de Fontarrabie.
L'importance dans la production forestière et d'élevage a maintenu la base de l'économie d'Elgeta jusqu'à l'entrée dans le XIXe siècle.
Les relations avec le voisin Eibar ont souffert d'une crise au XVe siècle à cause d'un procès pour des questions de limites. Des années plus tard ils ont plaidé sur le lieu à occuper dans les assemblées générales et l'ordre de l'émission du vote, a été résolu en attribuant par le corrégidor (ancien magistrat espagnol), à Eibar la partie gauche et celle de droite pour Elgeta.
La guerre de la Convention (1793-1795) affection négativement à la commune quand ce a été obligées de payer des frais en vendant patrimoine municipal, des terres communales.
Dans le siècle XVII l'église paroissiale, consacrée à la Prise en charge de Notre Madame, était servie par un prêtre et cinq profités et appartenait à l'évêché de Calahorra (La Rioja).
La guerre de l'Indépendance, de 1808 - 1814, a affecté la ville. La participation a été active et pour la supporter et a dû vendre à nouveau des biens communaux et sont arrivés à hypothéquer le trésor de l'Église. Cette série de paiements pour des guerres a continué avec les Carlistes, aggravant le déficit de la commune. Dans la première guerre Carliste il a vu la dernière harangue du prétendent avant de passer en France, et dans la deuxième, celle des Alfonsin a été témoin de la dernière tentative de résistance aux troupes.
L'industrialisation n'arriverait pas à des terres elgetarres jusqu'au milieu du XXe siècle, bien qu'à la fin du XIXe siècle on ait ouvert de petits ateliers artisanaux. L'implantation industrielle, qui a suivi éleva la croissance des Haut et Bas-Deba (Debagoiena et Debabarrena).
En 1927 on a séparé les quartiers Angiozar et d'Ubera en étant uni à Bergara.
Le lien de la commune avec la montagne basque a débuté le 18 mai 1924 quand il a fait valoir la naissance de la Fédération Basco Navarraise d'Alpinisme.
Pendant la guerre civile le front s'est arrêté dans la commune jusqu'au printemps de 1937. Tandis que la partie nord, les pentes qui descendent à Bergara tombaient dans le côté des insurgés à la légalité républicain, le noyau urbain et le reste du territoire restait dans la partie loyale à la république. La ligne de front passait par le chemin appelé des "bâches" (actuelle route qu'unit la commune avec le port de Kamparzar). Les montagnes Intxortas ont été un des derniers emplacements par où on a cassé le front avant la prise de Biscaye. Les combats ont été très durs, le peuple étant très touché tant dans des dommages économiques que dans des victimes.
La croissance industrielle des communes voisines a été donnée pendant la dictature de Franco et a fait de la commune accueillant une population en recevant des gens d'autres régions de l'Espagne.
Dans la dernière partie du XXe siècle et du début du XXIe,  beaucoup d'entreprises dans les polygones industriels s'y sont implantées après avoir été habilités. L'économie de la population a cessé d'être basée sur le secteur primaire pour se mettre dans le secondaire à avoir un poids très important.
La population elgetarra est éminemment bascophone, utilisant le dialecte biscayen, comme à Eibar et dans la Haut-Deba.

## Patrimoine

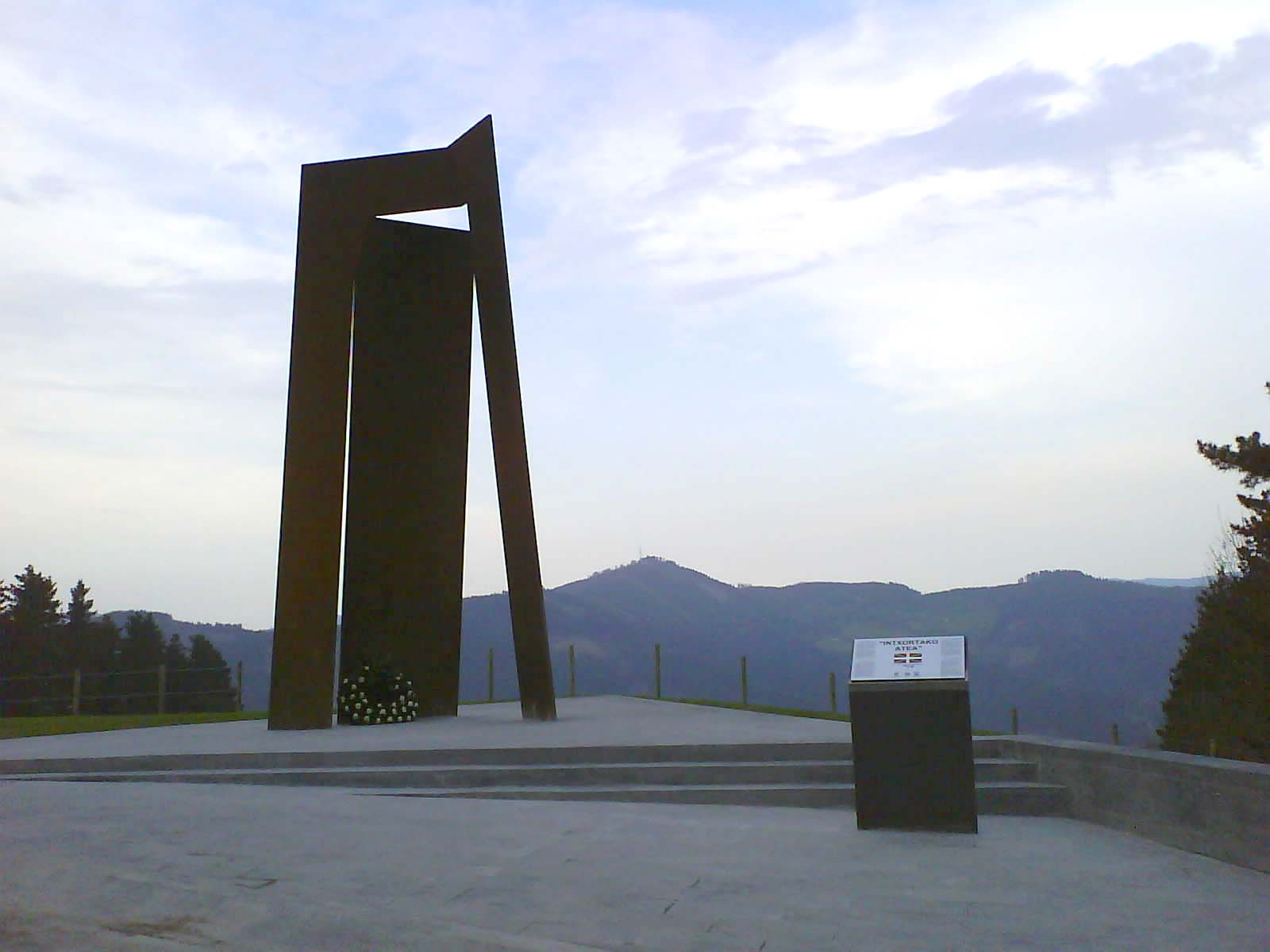
Monument dédié aux "Gudaris" 'soldats) tombés pour la défense de la République dans la bataille des Intxortas

- Paroisse de Notre Dame de l'Assomption: XVIe siècle, documentée depuis 1377 et modifié au XVIe siècle où ils lui ont donné leur aspect actuel, est un temple d'une seule nef aux contreforts croisés. Il a des baies vitrées gothiques. À l'intérieur, le remarquable retable Saint Jacques, Renaissance et le grand autel, baroque qui date de 1604. Il maintient les soubassement effectués dans le sol de la nef avec les tombes délimitées et numérotées. À l'extérieur il y a deux tombes gothiques, une de 147 et l'autre de 1563.
- La tour d'Urrupain, aussi connue comme Maison Abidrío, date de 1564 et a un beau portail Renaissance, se trouve sur le bord de la route actuelle, ancien Chemin Royal.
- Maison de la Députation, de 1868 avec un arc sous lequel passe la route d'Elorrio est un emblème du peuple.
- Ermitage d'Uriarte, en ruines mais avec un portail ogival du XIIIe ou XIVe siècle.

Parmi les monuments il y a plusieurs fermes (caseríos) d'intérêt Anzuategi Erdikoa du XVIIe siècle ou les maisons de la rue San Roque des XVIe siècles (le nº 6) et XVIe siècles (le nº 36) et bâtiments comme Ostatu Txikia (petit bar en basque) ou la posada Torrezar. Il y a aussi quelques moulins et ermitages.

## Personnalités liées à la commune
- Nicolás Aranzabal: industriel.
- Monseñor Martín Fulgencio Elorza Legaristi: archevêque de Moyobamba (Perou) R.I.P.
- Jon Marcaide: professeur d'université d'Astronomie et astrophysique à l'université de Valence et membre numéraire de la "Real Academia de Ciencias Exactas, Físicas y Naturales".

### Sources
- (es) Cet article est partiellement ou en totalité issu de l’article de Wikipédia en espagnol intitulé « Elgeta » (voir la liste des auteurs).